# Budapesti Közlekedési Vállalat

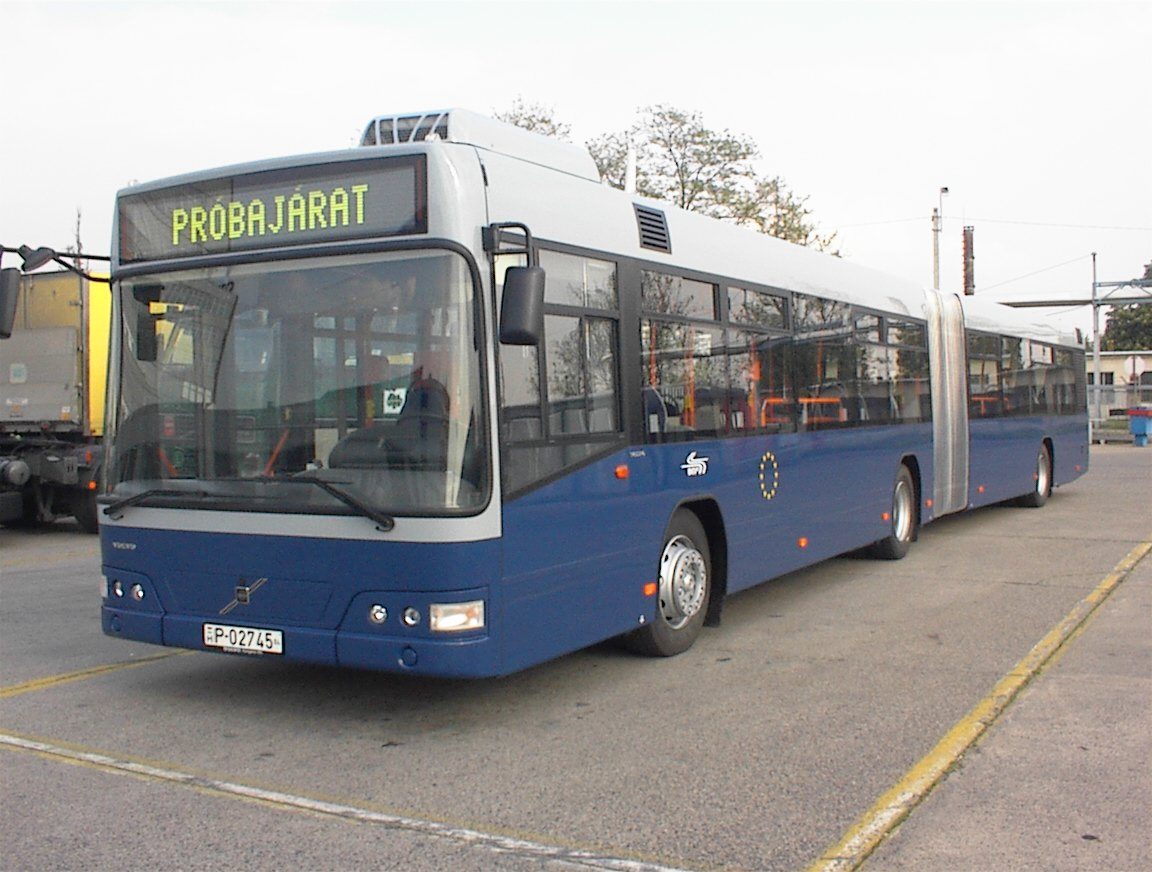
Budapest: autosnodato Volvo 7700 del BKV

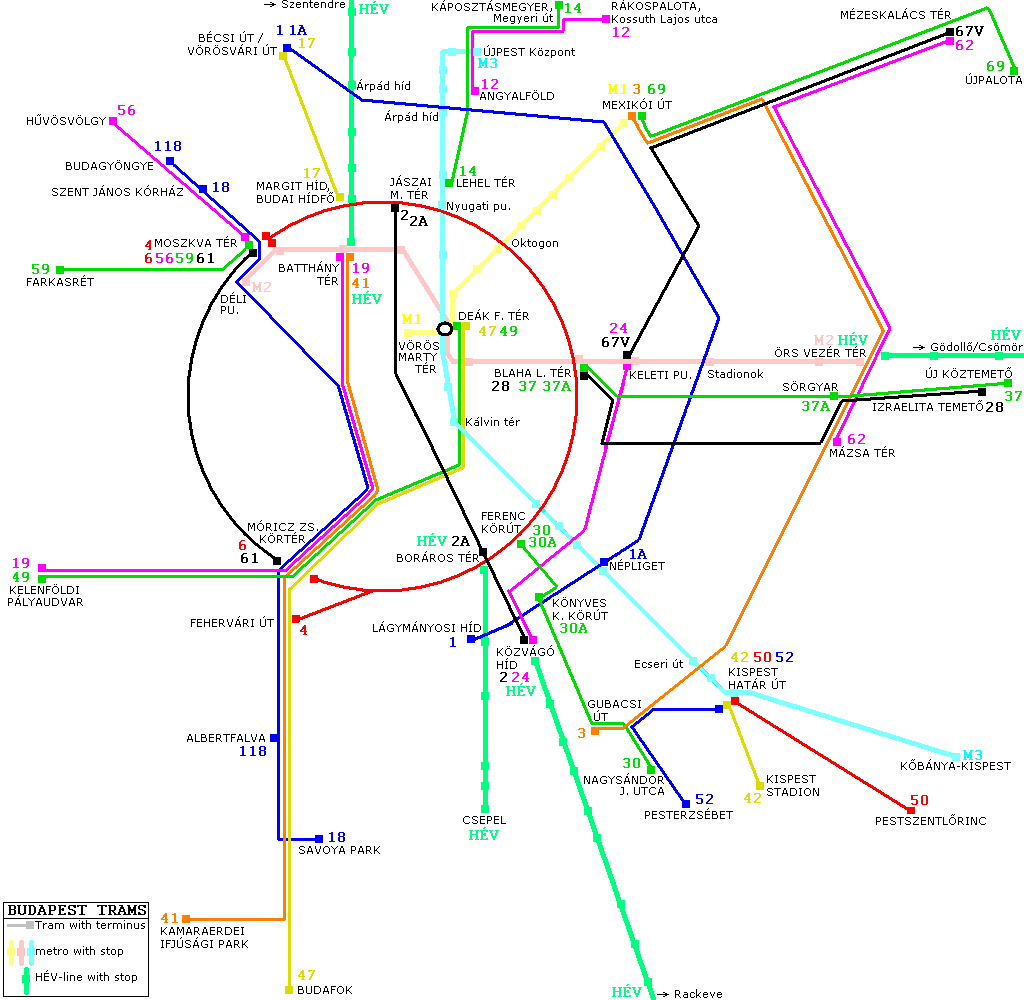
Budapest 2006 : rete ferrotranviaria del BKV

Budapesti Közlekedési Zrt., in sigla BKV, acronimo di Budapesti Közlekedési Vállalat, è la società in house del comune autonomo di Budapest che opera come principale gestore del trasporto pubblico nella capitale ungherese. L'azienda gestisce infatti la rete metropolitana, autobus, tranviaria e filoviaria della città oltre che i sistemi ettometrici.

## Storia
BKV fu fondata il 1º gennaio 1968 su decisione del consiglio comunale di Budapest unificando i quattro precedenti gestori dell'intero sistema di trasporto pubblico: Fővárosi Villamosvasút (FVV), Fővárosi Autóbuszüzem (FAÜ), Fővárosi Hajózási Vállalat (FHV) e Budapesti Helyiérdekű Vasút (BHÉV).
Nel 1970 fu affiancata alla prima linea della metropolitana, la linea M2.